# Sclerolobium beaurepairei
Sclerolobium beaurepairei är en ärtväxtart som beskrevs av Hermann August Theodor Harms. Sclerolobium beaurepairei ingår i släktet Sclerolobium och familjen ärtväxter. Inga underarter finns listade i Catalogue of Life.